# Municipio de Porter (condado de Jefferson)
El municipio de Porter (en inglés: Porter Township) es un municipio ubicado en el condado de Jefferson en el estado estadounidense de Pensilvania. En el año 2000 tenía una población de 282 habitantes y una densidad poblacional de 6.1 personas por km².

## Geografía
El municipio de Porter se encuentra ubicado en las coordenadas 40°56′17″N 79°10′12″O / 40.93806, -79.17000.

## Demografía
Según la Oficina del Censo en 2000 los ingresos medios por hogar en la localidad eran de $28,214 y los ingresos medios por familia eran de $29,500. Los hombres tenían unos ingresos medios de $28,393 frente a los $16,250 para las mujeres. La renta per cápita de la localidad era de $12,800. Alrededor del 17,5% de la población estaba por debajo del umbral de pobreza.